# Tribun militaire à pouvoir consulaire
Un tribun militaire à pouvoir consulaire (en latin : tribunus militum consulari potestate) est un magistrat romain disposant d'un niveau d'imperium presque équivalent aux consuls qu'il remplace de façon irrégulière au début de la République romaine, entre 444 et 367 av. J.-C. Après cette date, le tribunat consulaire est définitivement abandonné.

## Histoire

### Création du tribunat consulaire
Vers le milieu du Ve siècle av. J.-C., le fait que l'imperium soit partagé entre deux consuls, souvent des patriciens, pour un mandat d'une année semble être perçu comme inadapté par une partie du peuple romain,. Une nouvelle magistrature, le tribunat consulaire, est mise en place sous la pression des tribuns de la plèbe peu après la chute des décemvirs despotiques en 450 av. J.-C. pour tenter de trouver un nouvel équilibre politique. Eutrope place cette innovation institutionnelle la 365e année après la fondation de Rome (365 AUC), soit la première année après le sac de Rome par les Gaulois de Brennus.
Pendant la période de 77 ans comprise entre 444 et 367 av. J.-C., les Romains élisent 51 fois des tribuns militaires à pouvoir consulaire, le Sénat romain décidant à chaque renouvellement électoral, via un senatus consultum, si on doit élire des tribuns militaires ou des consuls pour l'année suivante, selon les tensions politiques du moment ou bien pour faire face à des conflits extérieurs sur plusieurs fronts.

### Évolution du tribunat
Malgré l'ouverture des candidatures aux plébéiens, ces derniers ne sont que rarement élus car le système électoral privilégie le vote des patriciens, ce qui provoque une grande frustration chez les plébéiens, et ce, dès l'année de l'institution du tribunat. En effet, en 445 av. J.-C., trois plébéiens sont élus et entrent en fonction l'année suivante, en 444 av. J.-C. Mais l'élection est considérée comme irrégulière (uitio creati) et les trois magistrats sont contraints de démissionner, laissant la place à des consuls,.
Par la suite, des tribuns consulaires sont de nouveau élus pour l'année 438 av. J.-C. Bien que Tite-Live présente Publius Licinius Calvus comme le premier plébéien élu à cette charge en 400 av. J.-C., les historiens modernes relèvent quelques noms antérieurs comme Quintus Antonius en 422 av. J.-C., Agrippa Menenius en 419 et 417 av. J.-C. ou Spurius Rutilius Crassus en 417 av. J.-C. L'année 400 av. J.-C. serait plutôt une année de candidatures majoritairement plébéiennes, comme en 399, 396 et 379 av. J.-C.,.

### Abolition de la magistrature
Entre 408 et 367 av. J.-C., des tribuns consulaires sont élus plus régulièrement et leur nombre est croissant, passant de trois à quatre et atteignant six en 405 av. J.-C. Durant cette période, le consulat devient exceptionnel étant donné que des consuls ne sont élus qu'en 393 et 392 av. J.-C. Le fait qu'il n'y ait plus d'élection consulaire entre 392 et 367 av. J.-C. laisse penser qu'une partie des Romains ont tenté de rendre le tribunat consulaire permanent. Mais finalement, cette magistrature est supprimée définitivement et remplacée par le consulat en 367 av. J.-C. lorsque les tribuns de la plèbe Caius Licinius Stolon et Lucius Sextius Lateranus font voter les lois licinio-sextiennes imposant qu'un des deux consuls soit obligatoirement plébéien.
Selon certains historiens modernes, l'abolition du tribunat consulaire est lié au fait que Rome a pu sécuriser sa position au sein du Latium et qu'il est dorénavant inutile de disposer d'autant de magistrats avec un haut niveau d'imperium étant donné que le risque d'invasion est limité. La gestion de l'État est donc de nouveau modifiée et les six tribuns consulaires sont remplacés par cinq magistrats disposant d'un niveau d'imperium différent : deux consuls sont placés à la tête de l'État et sont assistés d'un préteur qui supervise les procès et de deux édiles curules qui prennent en charge la gestion de quelques tâches administratives comme l'organisation de jeux publics et le contrôle des marchés.

## Fonctions et pouvoirs

### Rôle et objectif du tribunat
La raison qui a poussé à la création de cette nouvelle magistrature n'est pas connue précisément, les différentes explications apportées par les auteurs antiques ou les historiens modernes ne sont que des hypothèses plus ou moins satisfaisantes,.

#### Solution au conflit des ordres
Pour les auteurs antiques, Tite-Live, Denys d'Halicarnasse, Pomponius et Zonaras, la création du tribunat consulaire est interprétée en termes politiques comme une tentative de résolution ou de désamorçage du conflit des ordres. Il s'agirait pour les patriciens de feindre un recul face à la demande des plébéiens d'accéder au pouvoir, tout en leur permettant dans les faits de conserver leur monopole grâce à la procédure des élections qui passe par les comices centuriates,. Cette explication paraît peu satisfaisante étant donné que le nombre de plébéiens élus semble très limité. Ainsi, il paraît peu probable que cette solution, ne donnant pas satisfaction aux revendications de la plèbe, ait pu être mise en œuvre autant de fois sur une période aussi longue.

#### Nécessité politique
Certains historiens apportent une explication politique. Selon eux, les Romains tentent probablement d'augmenter le nombre de magistrats disposant du pouvoir suprême puisque ce sont trois, voire quatre ou même six tribuns consulaires qui sont nommés selon les nécessités du moment. Cette disposition paraît certainement plus pratique pour gérer les affaires de l'État, les tâches administratives devenant plus complexes,. Dans la même optique, c'est durant cette même période qu'apparaissent de nouvelles magistratures spécialisées, comme avec la création de la censure en 443 av. J.-C. et l'élargissement de la questure avec l'ajout de deux questeurs militaires aux deux questeurs jouant un rôle judiciaire déjà existants,.

#### Nécessité militaire
D'autres historiens ont vu dans le tribunat consulaire une façon différente d'appréhender la gestion des forces militaires, les auteurs antiques le qualifiant régulièrement de tribunat militaire. En effet, dans l'annalistique antique, les tribuns portent souvent le titre de tribuni militum. Ce n'est que plus tard qu'a été ajoutée la mention « à pouvoir consulaire » afin de les distinguer des tribuns militaires, officiers de l'armée romaine. En temps de crise ou de guerre, un des magistrats peut demeurer à Rome tandis que les autres prennent le commandement d'une armée. Le nombre de tribuns consulaires élus pourrait donc être lié à l'importance de l'armée levée pour les campagnes de l'année,. La création de la dictature permet déjà de répondre partiellement à ce besoin, mais depuis sa création en 501 av. J.-C., les consuls n'ont nommé que six dictateurs. Toutefois, entre 444 et 367 av. J.-C., seize dictateurs ont été nommés, démontrant que cette institution n'a pas été abandonnée au profit de la nouvelle magistrature.

### Pouvoirs
Comme les consuls qu'ils remplacent de façon irrégulière, les tribuns militaires à pouvoir consulaire sont élus par les comices centuriates,, pour un mandat d'un an et investis d'une partie du pouvoir suprême qui se rapproche du pouvoir des consuls, un « imperium d'essence consulaire ». Celui-ci leur est conféré par le vote d'une lex curiata qui leur confère également le droit d'auspices. Les tribuns consulaires peuvent nommer un dictateur et président l'élection de leurs successeurs, que ceux-ci soient de nouveaux tribuns ou des consuls. Si les élections ne peuvent être tenues ou doivent être reportées, un des tribuns peut assurer la fonction d'interroi, comme c'est le cas en 396 et 391 av. J.-C. Enfin, les tribuns consulaires ont le pouvoir de convoquer le Sénat et de procéder à la lectio senatus, fonction qui n'est pas encore dévolue aux censeurs.
Par contre, à l'inverse des consuls, ils ne disposent pas de la potestas, ne peuvent pas célébrer un triomphe ni bénéficier des ornements consulaires comme les consuls ordinaires. Enfin, les candidatures d'origine plébéienne sont acceptées, alors qu'à cette époque, les patriciens tentent de monopoliser le consulat. Une autre différence réside dans la collégialité des tribuns militaires à pouvoir consulaire : alors que les consuls sont toujours au nombre de deux, les tribuns peuvent être plus de deux, peut-être selon les besoins militaires et le nombre de fronts sur lesquels Rome doit combattre.

### Collégialité
Selon les sources antiques, le nombre maximal de tribuns pour un même mandat est atteint en 403 av. J.-C. durant la guerre contre Véies, avec huit tribuns consulaires. Certains auteurs avancent même les noms de neuf tribuns consulaires pour l'année 380 av. J.-C. Toutefois, selon les historiens modernes, le nombre de tribuns élus ne dépasse pas six, le chiffre huit, voire neuf, avancé par les auteurs antiques étant une erreur faite par exemple en additionnant les censeurs aux tribuns consulaires. Le nombre de tribuns consulaires passe pour la première fois de trois à quatre pour des raisons militaires en 426 av. J.-C. durant la deuxième guerre de Véies.